# Superstiții românești
Superstiție se numește o prejudecată care decurge din credința primitivă, bazată pe rămășițe ale animismului și magiei, în spirite bune sau rele, miracole, farmece și vrăji, în semne prevestitoare sau numere fatidice.
Un studiu sociologic pe bază de răspunsuri la chestionar desfășurat la începutul secolului XX ajungea la concluzia că deși cultul religios e în descreștere, numărul sărbătorilor superstițioase e foarte mare, mai cu seamă în Oltenia și Muntenia.
Dăm în cele ce urmează, numirea unora dintre sărbătorile superstițioase care au prea puțină — sau deloc — legătură cu cultul religiunii creștine și care oglindesc în parte culturi primitive: Sâmbăta Ursului, Joia Iepelor, Ghiermanul, Nunta Șoarecilor, Câinii lui Sân Medru, Caii Sfântului Toader, Închinarea Lanțului Sfintei Maria, Calul lui Sfântul Gheorghe, Pietrele lui Sfântul Petru, Logodna Păsărilor, Zilele de Piatră, Turta Furnicii, Ursina, Macoveiul Ursului, Ziua Lupului, Lunea Păsărilor, Lunea Ciorilor, Lunea Viermilor, Lunea Burdufului, Lunea Albă, Marțea Ciorilor, Marțea Albă, Marțea Seacă, Marțea Mânioasă, Miercurea Frumoasă, Miercurea Strâmbă, Miercurea Neagră, Miercurea Numărătoarea Ouălelor, Joia Ciorii, Joia Furnicii, Joia Mânioasă, Joia Frumoasă, Joia Seacă, Vinerea cea Frumoasă, Vinerile Scumpe, Vinerea Seacă și Șchioapă, Sâmbetele de Piatră, Tanda, Ropotinii, Armindenii, Cîrcovii, Procoavele, Ciunda, Colibariu, Bugiu, Bălțatele, Caloianii, Ciurica, Opârlia, Zarizanu, Semina, Nedeia, Gădinetele etc..

## Ac
- Ac dacă găsești e semn de sfadă
- Ac dacă găsești e semn de sărăcie
- Când găsești ac cu urechi, îți face nevasta fată - altfel băiat
- Cănd dai împrumut acul cuiva trebuie înfipt în ceva, și de acolo să fie luat de acel cineva, căci altfel e semn de sfadă, ceartă
- Cine dă acul cu ață într-însul își dă zilele

## Albină
- Când în ziua de Stretenie - Întâmpinarea Domnului, 2 februarie picură din streașina va fi mană la albine

## Alun
- În noaptea de Înălțarea Domnului se duc flăcăi și fete mari prin alunișuri ca să culeagă flori de alun, care înfloresc și se scutură în aceeași noapte. Florile acelea sunt bune de făcut dragoste și de leac